# خان‌السبل
خان السبل (به عربی: خان السبل) یک روستا در سوریه است که در استان ادلب واقع شده‌است. خان السبل ۶٬۵۵۱ نفر جمعیت دارد.